# Gouvernement Castillo I
Pour les articles homonymes, voir Gouvernement Castillo.
Sagasti Castillo II
Le premier gouvernement Castillo est le gouvernement du Pérou entre le 29 juillet et le 6 octobre 2021.
Ce cabinet tient son nom du président de la République Pedro Castillo, qui nomme Guido Bellido à la présidence du Conseil des ministres. Controversé dès sa nomination, ce dernier démissionne en raison de controverses avec ses ministres et d’enquêtes le visant, ce qui met fin au gouvernement.

## Contexte
La formation de ce gouvernement intervient au lendemain de l’investiture de Pedro Castillo à la présidence de la République. Candidat du parti de gauche radicale Pérou libre, cet instituteur novice en politique a été élu d’extrême justesse le 6 juin 2021, au second tour d’une élection présidentielle l’ayant opposé à la populiste de droite Keiko Fujimori.
Les élections législatives, qui se sont tenues en même temps que le premier tour du scrutin présidentiel, n’ont vu aucun parti obtenir la majorité absolue au Congrès de la République, le parlement du pays, qui reste dominé par les formations du centre, de droite et d’extrême droite.

## Historique

### Guido Bellido, un président du Conseil controversé
Le 29 juillet 2021, Pedro Castillo annonce la nomination de Guido Bellido à la présidence du Conseil des ministres. Ingénieur électronique de profession, celui-ci est membre du Pérou libre et vient d’être élu député du Congrès.
Le parcours et la personnalité du nouveau président du Conseil font l’objet de nombreuses critiques. Il lui est notamment reproché son inexpérience politique, son orientation marxiste-léniniste assumée ainsi que des propos homophobes et misogynes répétés. Depuis mai 2021, il est également visé par une enquête judiciaire pour apologie du terrorisme en raison de déclarations élogieuses sur les membres de la guérilla du Sentier lumineux ; devenu entretemps député, il bénéficie cependant de l’immunité parlementaire,.

### Formation du gouvernement et réactions
Le soir même, Pedro Castillo présente son cabinet au Grand Théâtre national du Pérou. Il réunit des indépendants, des membres du parti marxiste-léniniste Pérou libre (dont il était le candidat à l’élection présidentielle), des  formations de gauche Ensemble pour le Pérou et Front large, ainsi que du parti de centre gauche Renaissance nationale unie (qui n’a pas de député). Cette coalition dispose d’un total de 42 sièges au Congrès, soit 24 de moins que la majorité absolue.
Sur dix-neuf membres, le Conseil des ministres ne compte que deux femmes. Il s’agit de la vice-présidente, élue en même temps que Pedro Castillo et qui obtient les attributions du Développement et de l'Inclusion sociale, et de la militante féministe Anahí Durand, qui est nommée ministre de la Femme et des Populations vulnérables. Le soutien de cette dernière à la légalisation de l'avortement et aux droits LGBT est relevé par la presse alors que Pedro Castillo avait affiché des positions conservatrices sur ces questions pendant sa campagne présidentielle.
D’une façon générale, ce gouvernement ne fait pas retomber les tensions dans un contexte politique extrêmement polarisé. Alors que l’exécutif n’a pas de majorité absolue au Congrès, des partis centristes susceptibles de voter la confiance, à l’instar du Parti violet, expriment publiquement leur déception, jugeant le gouvernement trop à gauche,.
Le 30 juillet 2021, alors que la monnaie nationale est tombée à un niveau historiquement bas, la présidence de la République annonce la nomination au ministère de l’Économie et des Finances du modéré de gauche Pedro Francke. Les médias y voient un moyen de rassurer les marchés et investisseurs,. La cérémonie de prestation de serment des ministres de l'Économie et de la Justice, ce même jour, complète le cabinet et rend le vote de confiance imminent.

### Démission d’Héctor Béjar
L’universitaire Héctor Béjar, qui obtient le portefeuille des Affaires étrangères, est l’un des ministres les plus controversés du fait de ses activités passées de guérillero, puisqu’il a notamment participé à la fondation de l’Armée de libération nationale (ELN) dans les années 1960.
Le 14 août 2021, le groupe Force populaire dépose une motion d'interpellation pour convoquer Héctor Béjar, notamment sur le souhait de se retirer du groupe de Lima ; le congressiste Hernando Guerra Garcia affirme alors que le ministre « veut emmener le Pérou dans l'orbite si discréditée du socialisme bolivarien, du Venezuela, du Nicaragua, de Cuba ».
Deux jours plus tard, Héctor Béjar fait à nouveau polémique dans une vidéo révélée dans l'émission Panorama dans laquelle il explique que « le terrorisme au Pérou a été lancé par la marine, et cela peut être démontré historiquement ; ils ont été formés pour cela par la CIA ». Quelques heures après, le ministre est convoqué au palais présidentiel. La présidente du Congrès annonce étudier la motion d'interpellation qui avait été déposée le 14 août, tandis que Jorge Montoya, porte-parole de Rénovation populaire, annonce déposer une motion de censure contre le ministre. Le ministre explique que ses propos ont été « manipulés, édités, coupés et sorti de leur contexte afin de [le] discréditer et d'obtenir [s]a censure ».
Le 17 août, Héctor Béjar démissionne du gouvernement.

### Vote de confiance
Dans un entretien accordé le 3 août 2021, Guido Bellido écarte l'option d'une dissolution du Congrès, affirmant que le pouvoir législatif ne doit pas se confronter au gouvernement et qu’ils doivent ensemble aller « dans une direction qui est de faire avancer le pays, de résoudre les problèmes fondamentaux ». Le 5 août, le président du Conseil annonce que le cabinet se rendra au parlement le 23 août, c'est-à-dire cinq jours avant le délai de 30 jours établi par la Constitution. Il rencontre dans la foulée les députés des groupes Alliance pour le progrès et Podemos Perú, après une réunion avec Pérou libre, Action populaire et Ensemble pour le Pérou.
Dans le même temps, le 5 août, le Défenseur du peuple, Walter Gutiérrez Camacho, publie une lettre dans laquelle il exhorte le président de la République à ajuster la composition de son cabinet, considérant que les ministres ayant « justifié la violence terroriste, attaqué des femmes et discriminé les personnes LGBT » ne devraient pas occuper de telles responsabilités. Les principaux groupes d'opposition accueillent favorablement cette prise de position.
Le même jour, des députés de plusieurs groupes déposent une motion commune demandant à Guido Bellido de se présenter devant le Congrès afin de non seulement rendre compte de la nomination de son cabinet mais aussi de la sienne ; si cette procédure arrivait à terme, elle déclencherait un vote de confiance. Dans une autre motion, le député José Cueto Aservi (En avant pays) demande la convocation du ministre de l'Intérieur, Juan Carrasco, afin d'évoquer sa nomination alors qu’il n’a pas démissionné de son poste de procureur ; mais Carrasco démissionne finalement de ses fonctions de procureur.
En réaction aux propos du président du Conseil sur le refus de dissoudre le Congrès, le député Guillermo Bermejo (Pérou libre) affirme devant des militants que les membres de son groupe parlementaire ne craignent pas la dissolution, qui fait pour lui « partie d'un processus » vers la convocation d'une assemblée constituante. Après ces déclarations, les députés de Force populaire appellent les partis politiques à empêcher ce qu'ils qualifient de « manœuvre de coup d'État ».
Le 13 août 2021, à l'issue d'une réunion avec Maricarmen Alva, Guido Bellido annonce que la présentation de son cabinet devant le Congrès aura lieu le 26 août 2021, c'est-à-dire trois jours après la date (23 août) annoncée initialement. Le 27 août, après un discours de trois heures du président du Conseil la veille, le gouvernement remporte le vote de confiance avec 73 voix pour, 50 contre et aucune abstention.
| Président du Conseil des ministres | Gouvernement | Date du vote                           | Vote       |    |    |    |    |    |   |   |   |   | Total |
| --- | ------------ | -------------------------------------- | ---------- | -- | -- | -- | -- | -- | - | - | - | - | ----- |
| Guido Bellido ( Pérou libre) | Castillo I   | 27 août 2021 Majorité requise : simple | Oui        | 36 | 0  | 12 | 13 | 0  | 0 | 5 | 2 | 5 | 73    |
| Guido Bellido ( Pérou libre) | Castillo I   | 27 août 2021 Majorité requise : simple | Non        | 0  | 24 | 0  | 2  | 10 | 9 | 4 | 1 | 0 | 50    |
| Guido Bellido ( Pérou libre) | Castillo I   | 27 août 2021 Majorité requise : simple | Abstention | 0  | 0  | 0  | 0  | 0  | 0 | 0 | 0 | 0 | 0     |
| Notes: - La présidente du Congrès, Maricarmen Alva, ne prend pas part au vote. - Le président du Conseil, Guido Bellido et également congressiste (), a pris part au vote. - Le ministre Roberto Sánchez et également congressiste (), a pris part au vote. - Les membres de SP () ont voté pour, mais PM () et une congressiste de SP ont voté contre. - 7 députés sont absents |              |                                        |            |    |    |    |    |    |   |   |   |   |       |

### Démission
Le 6 octobre 2021, Guido Bellido démissionne. Il était affaibli pour avoir contredit des ministres et le président de la République, ses confrontations répétées avec le Congrès, des enquêtes judiciaires, une potentielle motion de censure envers son ministre du Travail, ainsi qu’une agression verbale envers une députée,. Le même jour, Pedro Castillo nomme Mirtha Vásquez, une femme de gauche plus modérée que Bellido.

## Composition
| Image                 | Fonction                                                        | Nom                                    | Nom                                    | Parti  |
| --------------------- | --------------------------------------------------------------- | -------------------------------------- | -------------------------------------- | ------ |
|                       | Président de la République                                      |                                        | Pedro Castillo                         | Indép. |
| Conseil des ministres |                                                                 |                                        |                                        |        |
|                       | Président du Conseil des ministres                              |                                        | Guido Bellido                          | PL     |
|                       | Ministre des Affaires étrangères                                |                                        | Héctor Béjar (jusqu'au 17/08/2021)     | Indép. |
|                       | Ministre des Affaires étrangères                                | Óscar Maúrtua (à partir du 21/08/2021) | Indép.                                 |        |
|                       | Ministre de la Défense                                          |                                        | Walter Ayala                           | Indép. |
|                       | Ministre de l'Économie et des Finances                          |                                        | Pedro Francke (à partir du 30/07/2021) | NP     |
|                       | Ministre de l’Intérieur                                         |                                        | Juan Carrasco                          | Indép. |
|                       | Ministre de la Justice et des Droits de l'homme                 |                                        | Aníbal Torres (à partir du 30/07/2021) | Indép. |
|                       | Ministre de l’Éducation                                         |                                        | Juan Cadillo                           | PL     |
|                       | Ministre de la Santé                                            |                                        | Hernando Cevallos                      | PL     |
|                       | Ministre du Développement agraire et de l'Irrigation            |                                        | Víctor Mayta                           | FL     |
|                       | Ministre du Travail et de la Promotion de l'emploi              |                                        | Iber Maraví                            | Indép. |
|                       | Ministre de la Production                                       |                                        | Yván Quispe                            | FL     |
|                       | Ministre du Commerce extérieur et du Tourisme                   |                                        | Roberto Sánchez                        | JP     |
|                       | Ministre de l'Énergie et des Mines                              |                                        | Ivan Merino                            | Indép. |
|                       | Ministre des Transports et des Communications                   |                                        | Juan Francisco Silva                   | PL     |
|                       | Ministre du Logement, de la Construction et de l'Assainissement |                                        | Geiner Alvarado                        | Indép. |
|                       | Ministre de la Femme et des Populations vulnérables             |                                        | Anahí Durand                           | NP     |
|                       | Ministre de l'Environnement                                     |                                        | Rubén Ramírez Mateo                    | PL     |
|                       | Ministre de la Culture                                          |                                        | Ciro Gálvez                            | RUNA   |
|                       | Ministre du Développement et de l'Inclusion sociale             |                                        | Dina Boluarte                          | PL     |

### Ministres délégués
| Portefeuille                                                                              | Titulaire | Titulaire                                      | Parti  |
| ----------------------------------------------------------------------------------------- | --------- | ---------------------------------------------- | ------ |
| Ministre délégué au cabinet du président du Conseil chargé de la Gouvernance territoriale |           | Braulio Grajeda (à partir du 03/08/2021)       | PL     |
| Ministre délégué aux Affaires étrangères                                                  |           | Luis Basagoitia (à partir du 03/08/2021)       | Indép. |
| Ministre délégué aux Finances                                                             |           | Gustavo Guerra García (à partir du 11/08/2021) | Indép. |